# Rusiłów (obwód tarnopolski)
Rusiłów (ukr. Русилів, Rusyliw) – wieś na Ukrainie, w obwodzie tarnopolskim, w rejonie czortkowskim. W 2001 roku liczyła 294 mieszkańców. W pobliżu malownicze wodospady na dopływie Strypy.

## Historia
W 1901 działa gorzelnia Izraela Steina.
W II Rzeczypospolitej miejscowość stanowiła początkowo samodzielną gminę jednostkową. 1 sierpnia 1934 roku w ramach reformy na podstawie ustawy scaleniowej została włączona do zbiorowej gminy wiejskiej Potok Złoty II w powiecie buczackim, w województwie tarnopolskim.
Do 12 listopada 2015 wieś była siedzibą rady wiejskiej.